# Mola de Genessies
La Mola de Genessies és una muntanya de 711 metres que es troba entre els municipis de Vandellòs i l'Hospitalet de l'Infant (Baix Camp) i Tivissa (Ribera d'Ebre).
Al cim s'hi pot trobar un vèrtex geodèsic (referència 256144001).
Aquest cim està inclòs al llistat dels 100 cims de la FEEC.